# 小林嘉文
小林 嘉文（こばやし よしふみ、1960年〈昭和35年〉8月29日 - ）は、日本の政治家。元岡山県笠岡市長（2期）。

## 来歴
岡山県立笠岡高等学校、明治大学商学部卒業。上海の復旦大学国際経済学部修了。ハーバード大学経営大学院TGMP修了。
伊藤忠商事入社。その後、海苔の製造販売を営む小林産業株式会社の代表取締役を務めた。
2016年笠岡市長選挙
2016年（平成28年）4月17日に行われた笠岡市長選挙に出馬。現職の三島紀元を破り初当選した。選挙の結果は以下のとおり。
※当日有権者数：42,422人 最終投票率：66.52%（前回比：2.17pts）
| 候補者名 | 年齢 | 所属党派 | 新旧別 | 得票数   | 得票率 | 推薦・支持 |
| -------- | ---- | -------- | ------ | -------- | ------ | ---------- |
| 小林嘉文 | 55   | 無所属   | 新     | 14,682票 | 52.60% |            |
| 三島紀元 | 69   | 無所属   | 現     | 13,232票 | 47.40% |            |

2020年笠岡市長選挙
2020年（令和2年）、元市議の大本益之ら2候補を破り再選。
2024年笠岡市長選挙
2024年（令和6年）4月14日 、前市議の栗尾典子に敗れ落選。栗尾は笠岡市政初の女性市長となった。
※当日有権者数：38,136人 最終投票率：63.08%（前回比：7.43pts）
| 候補者名 | 年齢 | 所属党派 | 新旧別 | 得票数   | 得票率 | 推薦・支持 |
| -------- | ---- | -------- | ------ | -------- | ------ | ---------- |
| 栗尾典子 | 56   | 無所属   | 新     | 13,465票 | 56.67% |            |
| 小林嘉文 | 63   | 無所属   | 現     | 10,295票 | 43.33% |            |

## 人物・騒動
- 2016年（平成28年）8月7日、公務後笠岡市に戻る際、山陽道を走行中後部座席にてシートベルトを着用せず岡山県警高速隊に摘発された[6]。
- 2018年（平成30年）7月9日、西日本豪雨で被災者の自主避難所となっていた笠岡市内の公民館を視察した。その際、 簡易ベッドに横になってピースサインを出す写真を市職員に撮らせ、自身のフェイスブックに掲載していたことが、「被災した市のトップとして不適切」として市議会から批判を受けた[要出典]。
- 同年9月8日、市立市民病院の医療費滞納者の自宅を病院職員とともに戸別訪問した。その際、自身が滞納者宅のドアノブに手を掛けた写真を職員に撮影させ、翌9日それらの写真を自身のフェイスブックに投稿。知人の弁護士や別の病院職員から「個人が特定されるおそれがある」との指摘を受け、10日に写真を削除した[要出典]。
- 2021年（令和3年）8月、世界平和統一家庭連合（旧統一教会）の関連団体のイベントが笠岡市内で開かれた際、小林は、公費である市長交際費を使い、団体側への「激励金」として5千円を支出した。支出先は統一教会の関連団体が主催するサイクリングイベント「ピースロード in OKAYAMA」の実行委員会であった[7]。
- 2022年（令和4年）7月9日、出張で滞在していた東京都内で、「ピースロード」のTシャツを着た写真をフェイスブックに投稿した。投稿日は安倍晋三元総理が銃撃され死亡した翌日で、弔意を表すコメントとともに載せていた。同年7月29日、市議会全員協議会で市議が指摘して発覚。小林は「教団と関係のある団体とは知らなかった」と釈明し、Ｔシャツ姿の写真を削除した[8][9]。
- 2023年（令和5年）12月6日、笠岡市議会の調査特別委員会は、市長の小林が市の職員を叱責しているとみられる状況を録音した音声データを公開した。音声データは匿名で11月28日に市議会に提出された。音声データは2本で、市長とみられる人物が職員に対し、「バカみたいなこと言うな　お前　ナンセンスなんだよ」「何であんた　そんな何の権限でな　市長に向かってさ　言うこと聞きませんよと言えるの」などと声を荒らげていた。音声は市民に貸し出す無線操縦草刈り機の扱いを巡る市長と職員とのやり取りとみられるが、録音された場所や時期は不明である。市長は音声は自分だと認めたが、報道陣に対しては「声は私だが、どういう状況での発言なのかわからない」と答えた[10]。

## 政策・主張
- 2020年（令和2年）5月21日、新型コロナウイルス対策の財源に充てるため、自身の6月期末手当を30％減額し、副市長については15％、教育長については10％減額すると発表した。[11]。